# FK Fotbal Třinec
L'FK Třinec è una società calcistica ceca con sede nella città di Třinec. Milita nella Moravskoslezská fotbalová liga, una delle due terze divisioni del campionato ceco di calcio.

## Palmarès

### Competizioni nazionali
- Moravskoslezská fotbalová liga: 1

2012-2013

### Competizioni internazionali
- Coppa Intertoto: 1

1971